# Ataliva
Ataliva é uma comuna da província de Santa Fé, na Argentina.